# Трейси, Джеймс
Джеймс «Джей-Джей» Трейси (англ. James "JJ" Tracy; род. 10 июля 2002, Анн-Арбор, Мичиган) — американский теннисист. Финалист одного турнира ATP в парном разряде; и победитель шести турниров ATP Challenger в парном разряде.

## Биография
Родился 10 июля 2002 года в Анн-Арборе, в Мичигане, в США.

## Спортивная карьера
В 2023 году стал победителем одного турнира ITF серии «фьючерс» в одиночном разряде.
И в 2024—2025 годах стал победителем ещё четырёх турниров ATP серии «челленджер» и двух турниров ITF серии «фьючерс» в парном разряде.

### 2024
В конце июля 2024 года вместе с соотечественником Робертом Кэшем стал финалистом парного турнира категории ATP 250 Hall of Fame Tennis Championships в Ньюпорте (США), где они в финале проиграли паре Андре Йёранссон и Сем Вербек со счётом 3-6, 4-6.
В конце августа 2024 года, в парном разряде Открытого чемпионата США вместе с соотечественником Робертом Кэшем дошли до второго круга, где они проиграли аргентинской паре Максимо Гонсалес и Андрес Мольтени со счётом 7-6(2), 6-7(4), 4-6.